# آب مقدس

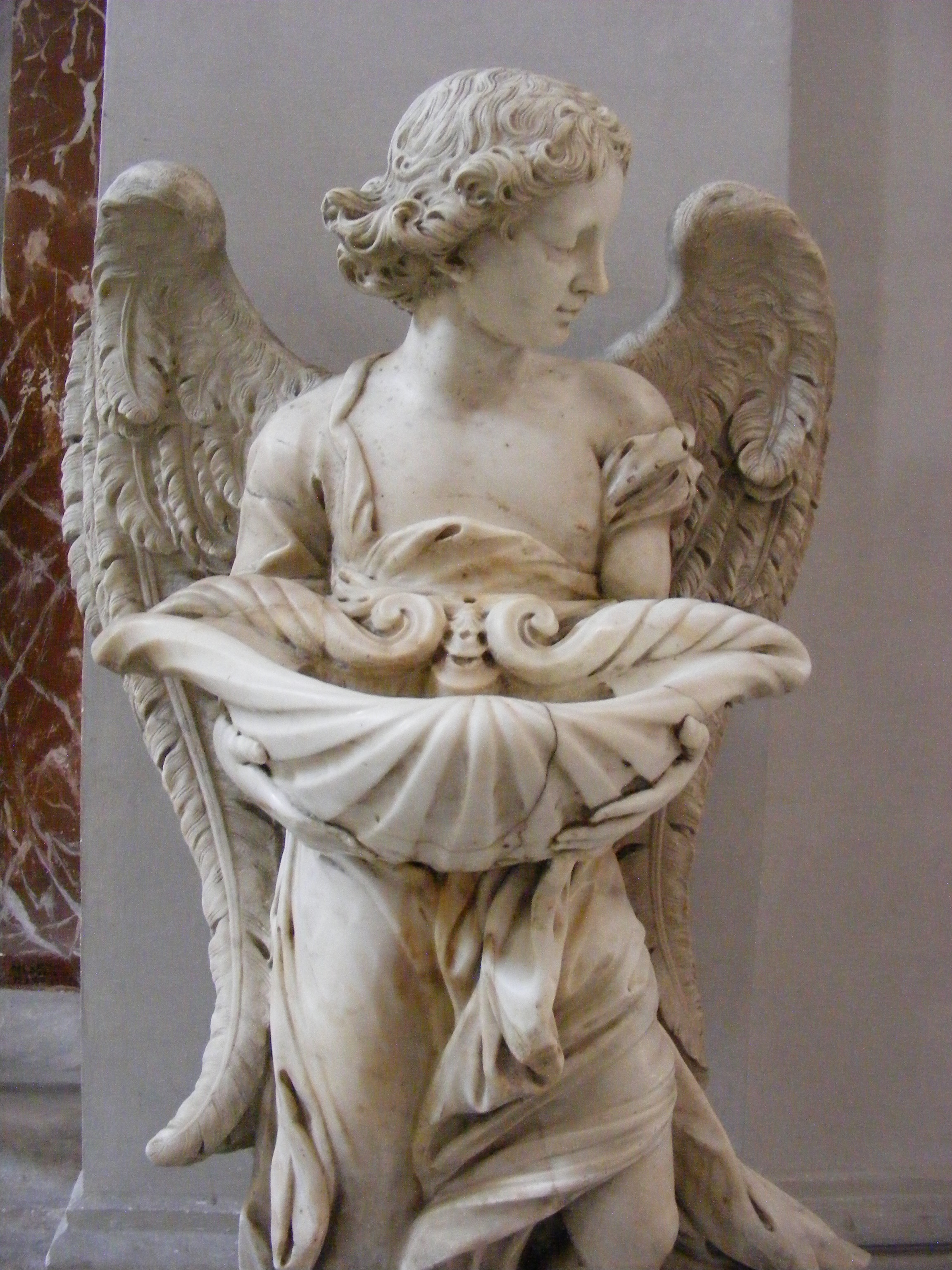
یک ظرف حاوی آب مقدس در کلیسای سنت ماریای رم.

در کلیسای کاتولیک، کلیسای انگلستان، کلیسای ارتدوکس شرقی، لوتریسم، و چند کلیسای دیگر مسیحیت آب مقدس یک آب است که توسط یک کشیش مقدس می‌شود تا برای غسل تعمید و مقدس سازی مکان‌ها به جهت دورسازی شیطان استفاده شود.
استفاده از آب برای غسل و پاکسازی روحی در میان ادیان دیگری همچون سیکیسم و هندویسم و اسلام کاربرد دارد.
کاربرد دیگر آن مختص به کلیسای کاتولیک است استفاده از آن به عنوان نوعی حرز برای دورسازی شیطان است.
در کلیسای کاتولیک ذکر شده‌است که آب مقدس توانایی حفاظت در برابر شیطان را دارد. مسیحیان کاتولیک  استفاده از آب مقدس برای جن‌گیری هم مجاز میدانند و همچنین می‌توانند از آب مقدس یا مدال سنت بندیکت یا صلیب برای دور کردن شیطان استفاده کنند.
در تشیع نیز نوشیدن «آب شفابخش» برای درمان بیماری‌ها وجود دارد

## نگارخانه

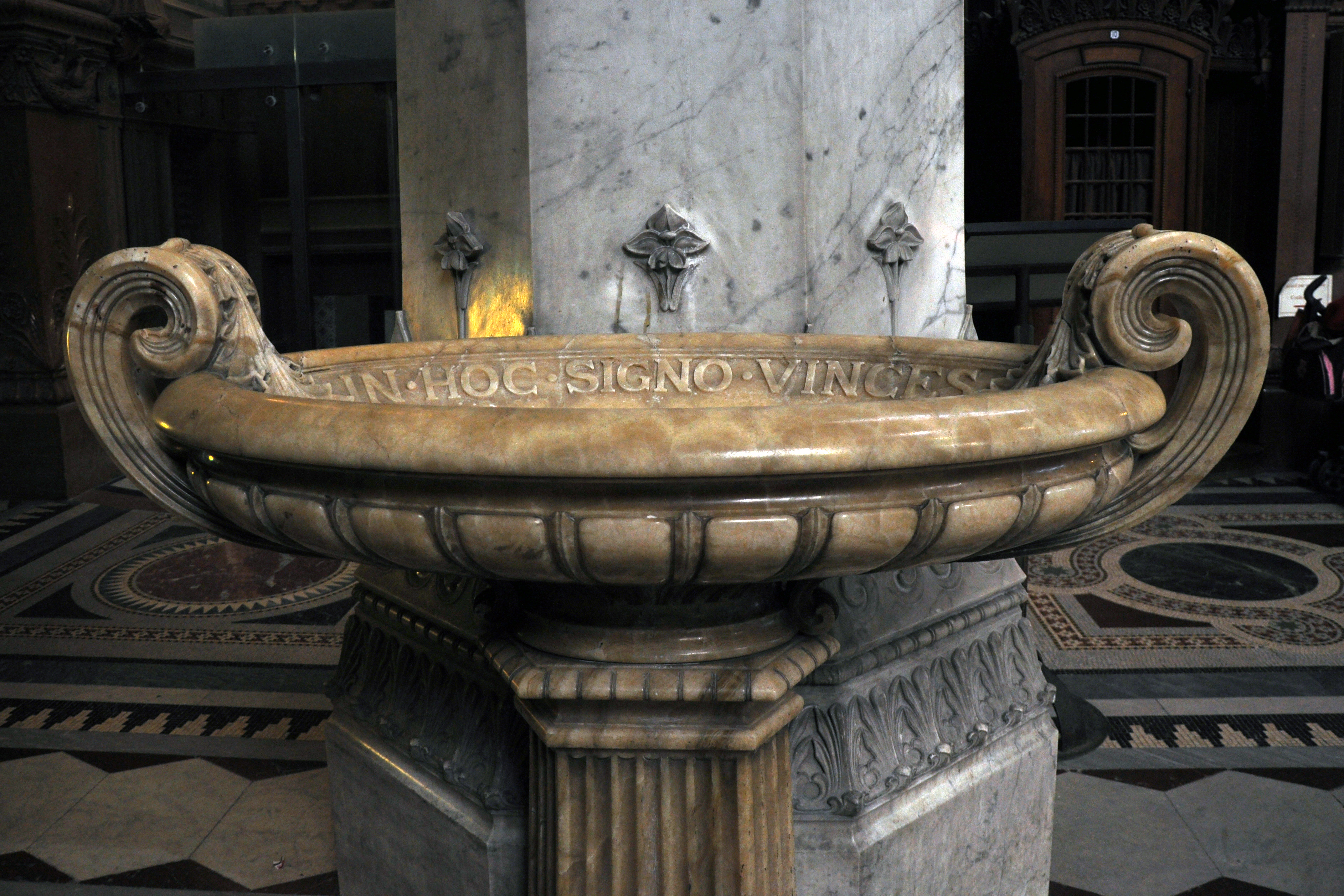
کلیسایی در لیون، فرانسه
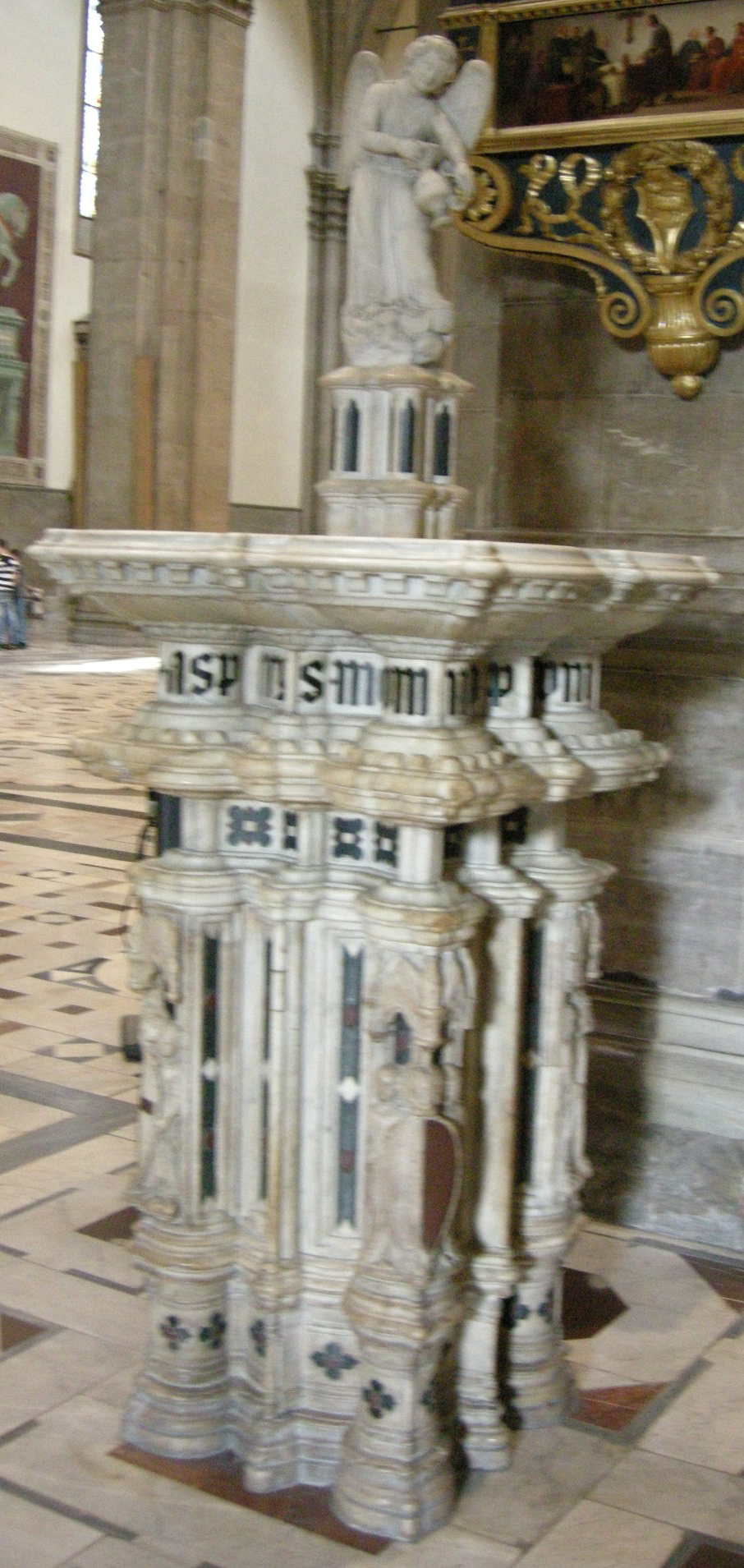
کلیسای جامع فلورانس
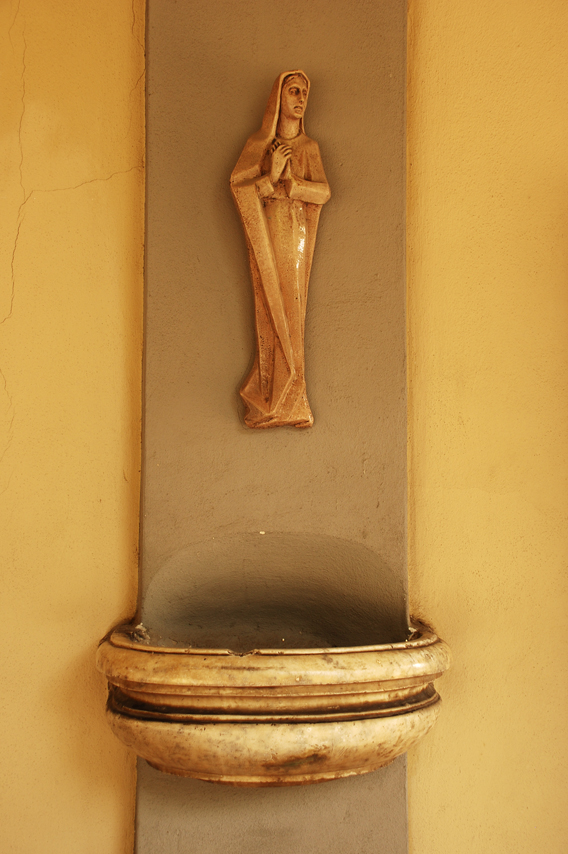
کلیسای سنت ماریا، فلورانس.
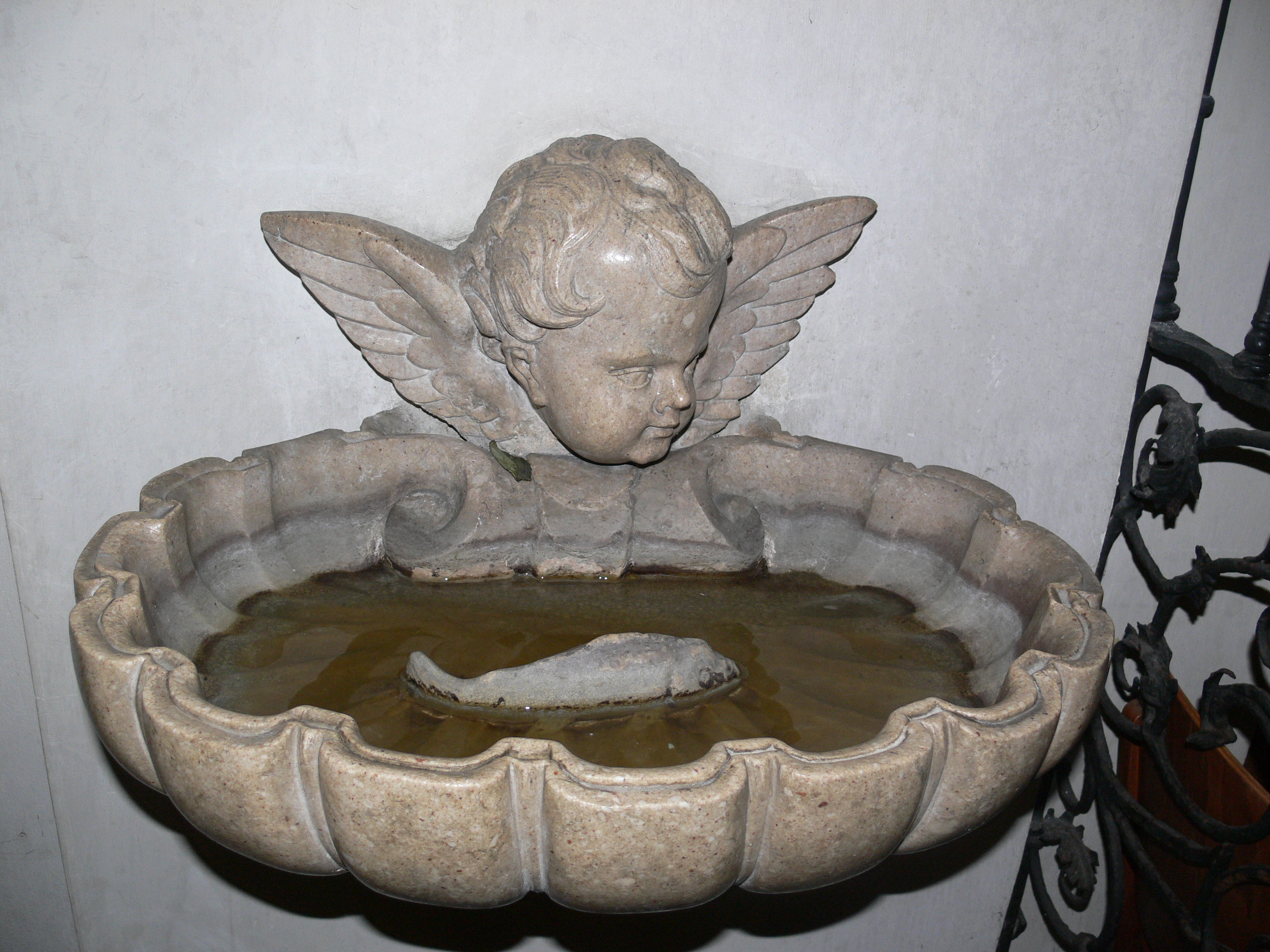
کلیسایی در سالزبرگ، اتریش